# Semněvice
Semněvice (německy Semlowitz) jsou obec v okrese Domažlice v Plzeňském kraji. Leží sedmnáct kilometrů severně od Domažlic a osmnáct kilometrů jižně od Stříbra. Žije v ní 225 obyvatel.

## Historie
První písemná zmínka o vesnici pochází z roku 1264. Ve 14. století byla v majetku děkanské kapituly svatého Apolináře v Praze. V této době zde byl vystavěn kostel svatého Jiří. V 15. století byla ves v zástavě majitelů z Pořejova. Na konci století připadla k městu Horšovský Týn. V roce 1930 měla ves 225 obyvatel v 39 usedlostech. V letech 1938 až 1945 byly Semněvice v důsledku uzavření Mnichovské dohody přičleněny k nacistickému Německu. V roce 1991 zde žilo 114 obyvatel v 27 obydlených domech. Pět dalších domů bylo neobydlených.

## Přírodní poměry
Severovýchodně od vesnice pramení potok Chuchla.

## Obyvatelstvo
| Rok            | 1869 | 1880 | 1890 | 1900 | 1910 | 1921 | 1930 | 1950 | 1961 | 1970 | 1980 | 1991 | 2001 | 2011 | 2021 |
| -------------- | ---- | ---- | ---- | ---- | ---- | ---- | ---- | ---- | ---- | ---- | ---- | ---- | ---- | ---- | ---- |
| Počet obyvatel | 476  | 512  | 524  | 518  | 559  | 556  | 506  | 307  | 230  | 252  | 195  | 165  | 153  | 162  | 216  |
| Počet domů     | 80   | 81   | 81   | 84   | 88   | 89   | 95   | 89   | 52   | 57   | 51   | 55   | 57   | 63   | 64   |

## Obecní správa

### Části obce
- Pocinovice
- Semněvice
- Šlovice

V letech 1850–1879 a v letech 1960–1971 k obci patřil Věvrov, v letech 1960–1971 Borovice, v letech 1960–1971 a od 1. července 1980 do 23. listopadu 1990 Křakov a Mířkov a od 1. května 1980 do 23. listopadu 1990 také Jivjany, Ostromeč a Velký Malahov.

### Obecní symboly
Znak a vlajka byly obci uděleny rozhodnutím předsedkyně Poslanecké sněmovny Parlamentu České republiky dne 4. října 2012.

## Pamětihodnosti
- Kostel svatého Jiří – jednolodní gotická stavba s pětibokým závěrem ze sklonku 1. čtvrtiny 14. století, hranolová věž na severní straně ze 2. poloviny 14. století; barokní úpravy [9]
- Fara
- Socha svatého Jana Nepomuckého – kulturní památka od ledna 2023[10]
- U silnice ve směru na Mezholezy, ve vzdálenosti 400 metrů severně od vesnice, byla v roce 2012 postavena rozhledna.

## Osobnosti
- Johann Steinbach (1847–1909), politik, poslanec Českého zemského sněmu
- Rudolf Leberl (1884–1952), německo-český skladatel, sběratel lidových písní